# Gata Cattana
Ана Ізабель Гарсія Льоренте, більш відома під сценічними іменами Gata Cattana та Ana Sforza (Адамус, Кордова, 11 травня 1991 — Мадрид, 2 березня 2017) — іспанська виконавиця, реперка, поетеса, феміністка та політолог.   
Виконавиця поєднувала реп та поезію, сповнені протестних посилів феміністичного та політичного характеру, час від часу поєднуваних із ритмами фламенко, які, у свою чергу, були зосереджені на більш електронному звучанні. Важливими темами в творах виконавиці є культура Андалусії, історичні мотиви та міфологія стародавнього віку, зокрема класична культура та стародавній Єгипет. Її творчості також характерні чисельні посилання на поезію, філософію, есеїстику, оповідання та масову культуру. Різноманітність її тем варіюється від діалектичного матеріалізму, політико-культурного андалузізму та антиглобалізму до інтроспекції, екзистенціалізму та його відображення в сучасності, завжди з позиції соціального феміністичного бачення. Творчий доробок виконавиці сповнений бажанням вийти за межі історії через мистецьку діяльність.  

## Кар'єра
Ана почала займатися музикою в ранньому віці. В чотирнадцять років вона почала співати на популярних заходах, де виділялася своїм голосом і виконанням. Незабаром після цього Ана знайшла стартову точку для своєї кар'єри у виконанні фламенко і переключилась на цей жанр. У віці сімнадцяти років вона сформувала групу фламенко Aquí pongo la Era з чотирма друзями, де фламенко та андалузькі ритми знайшли відображення в альбомі під назвою Carpe diem, в якому Ана почала поєднувати інші типи музичних стилів. В цій роботі Ана вперше випустила реп пісню, яка й дала назву альбому.
Gata Cattana була багатогранною артисткою, відданою суспільству дочкою втраченого трансгресивного покоління в музичному жанрі, який вона знала як трансформувати, і в якому їй вдалось засяяти, додаючи фламенко, електроніку та елементи латиноамериканської музики. Знаючи, як усе це поєднати, Ана створила свій власний стиль. Освічена феміністка, іноді політично некоректна, вона поєднувала свої музичні твори в жанрі реп із написанням віршів, давала сольні концерти та брала участь у конкурсах Poetry Slam (поетичні турніри, де суперники протистоять один одному через театралізовані виступи). Вона виділялася своєю майстерністю та чуйністю, коли мова йшла про декламування віршів. Ана зуміла інтегруватися в поетичну сцену з самого початку свого творчого шляху, і у 2014 році вона посіла перше місце на конкурсі слем поезії в Гранаді. Того ж року вона брала участь у національному слемі, що проходив у Пальма-де-Майорка, ставши фіналісткою конкурсу. 2016 рік став її великим проривом на музичній та поетичній сцені, коли Taste The Floor підписали її як артистку, після чого Ана почала давати більше концертів.
Як поетеса вона виросла під час андеграундних сольних виступів та поетичного турніру Poetry Slam Granada, який вона виграла в сезоні 2015 року, формат якого вона згодом запровадила в її рідному місті в Кордові у березні 2015 року. В той же час, коли вона розвивалась як реп-виконавиця, Ана продовжувала виступати на різних вечорах поезії (Versódromo 2016, Poesía o Barbarie) та повертається до поезії Slam Granada як почесний гість у лютому 2016 року. Саме в Гранаді в 2011 році вона зустріла діджея Тонера, який запропонував їй записуватись у його студії, побачивши її талант до написання й вміння оповідати історії. Це знайомство привело до запису двох пісень, які наразі залишаються неопублікованими. 
Ана випустила самвидавну збірку віршів «Шкала Мооса»  (Homostultus Ediciones, листопад 2016). Разом зі збіркою віршів було оприлюднено EP під назвою Inéditas.  Пізніше посмертно єдину книгу авторки було кілька разів перевидано незалежно видавництвом ARSCESIS у червні 2017 року та листопаді того ж року. 

## Стиль
За власними словами Ани, її творчість знаходиться на розмитій межі між поезією та репом. Хоча сама вона відрізняла свою поезію від свого репу: її поезія була чимось більш інтимним, вона була вільною та без ритму. Тоді як у її репі переважала музичність текстів. В одному зі своїх інтерв’ю Ана процитувала Кеведо та Гонгору, назвавши їх реперами, і виразила думку, що бути поетом сьогодні означає бути репером. Особисто себе вона вважала гібридом між двома.
Через реп Ана остаточно об’єднала дві свої пристрасті, музику та поезію. Вона захоплювалася багатьма співаками фламенко всіх часів і особливо Естрелла Моренте, з якою її часто ототожнювали. Одним із артистів, що найбільше вплинув на Ану, був Ель-Ніньо де Ельче, який, на її думку, мав складний характер, і це зазвичай проявляється в його музиці, важливим елементом якої є фламенко.  Іншою константою в творчості Gata Cattana є алюзії на Лорку, а також твори цього автора, Єрма та Дім Бернарди Альби.  У своїй творчості Ана поступово переходить від лірики з посиланням на класичну та традиційну інтелектуальну культуру до прагнення заново привласнити елементи популярної культури, не лише андалузької, а й загально-іспанської. В творчості Ана використовула іспанський жаргон і елементи культури quinqui, яка в наш час є близькою до забуття. 
Поезія, до якої Ана відчувала найбільшу прихильність, варіюється від сарказму до іронії й виражається через романтизм. За допомогою гумору авторка показує "магію життя". Її поетику можна розглядати з ідеалістичної та доленосної перспективи, у поезії авторки є постійні прямі чи опосередковані натяки на власну смерть. 
Художнє ім’я Gata Cattana виникло як проекція бажання авторки перетворити звичайну дівчину, якою вона була, на сучасну жінку, в образі якої вона пише і виконує, однак цей персонаж, за словами авторки, заволодів нею. Зрештою Ана стала тим персонажем, якого вона створила, проекцією того, про що вона думала.  Хоча себе особисто вона визначала як звичайну дівчину з віддаленого міста, чутливу та віддану поезії, більш філософську та глибоку, ніж характер образу Gata Cattana, який є бойовим та домінантним. Слово Cattana спочатку було назвою групи з часів життя авторки в Гранаді, яка була сформована разом з однією з її найкращих подруг на ім’я Анабель. У 2013 році після розпуску групи через відмову Анабель від музики, Ана вирішила взяти слово Cattana як прізвище на честь зазначеної групи. 
Після цього вона почала створювати власні пісні, публікувати їх у соціальних мережах і брати участь у численних заходах, як правило, у супроводі та при підтримці своїх друзів і колег Карлоса Естесо (ді-джей та редактор відеокліпів) та Анхеля, більш відомого як Aenege.
Її концепція репу прагнула порвати з пуризмом, який характеризував цей жанр, і не залишатися прив’язаною до минулого. Ана визнала, що протягом свого творчого шляху вона пройшла еволюцію від більш пуристичного стилю до вивільнення всього, що вона мала всередині, і це докорінно змінило її творчість. Ана почала експериментувати з жанром треп та запроваджувала нові теми в своїх творах. Про відрив від пуризму Ана казала: «Якщо ви хочете сказати, що ви робите музику через гроші, і що вас цікавлять гроші… Або ви дівчина, і ви говорите, що любите рухати своєю дупою, або ви любите реггетон, чому б і ні? Для мене це звільнення». У подібному відкритті нових горизонтів у репі вона бачить можливість для більшої кількості жінок бути частиною цього жанру та для появи нових точок зору з новими темами, які інакше б ніколи не виникли. 
Ана визначала свій реп як створений для пробуджених людей, які були освічені та далекоглядні, оскільки у своїх творах вона використовувала історичні та міфологічні алюзії, аби посилатися на сьогодення. З іншого боку, авторка намагалась тонко донести свої меседжі та ідеї, особливо в фінальний період свого творчого шляху. 

## Спадщина
Gata Cattana була великою надією репу, фемінізму та андалузької культури, засуджувала «андалусофобію» як в решті Іспанії, так і в самих андалузцях. За кілька тижнів до смерті вона виступила в Sala Sol у Мадриді. Ана залишила неопублікований альбом Banzai, який планувалося випустити в першій половині 2017 року.  На цьому останньому альбомі авторка провела глибокий самоаналіз в пошуках всього, що вона могла би зробити аби нарешті створити альбом із чіткою та глибокою концепцією. Її ідея відданості справі узгоджується з концепцією назви альбому. Слово banzai японського походження відноситься до крику самураїв, який використовували перед битвою або перед самогубством після поразки. Для Ани це слово і його історія символізувало її особисті "до" і "після" створення альбому та його публікації: «І це дійсно чим є цей альбом. Це як піти в бій і залишитися спокійним, відпустити все». . 
Смерть артистки внаслідок важкого анафілактичного шоку призвела до відкладення виходу її альбому Banzai, але він нарешті побачив світ 19 жовтня 2017 року. Всі витрати на публікацію її посмертної роботи взяли на себе її родина, друзі та люди, які працювали з нею, а також різні запущені проекти. Публікація альбому була даниною Ані. Для її матері, яку також звуть Ана, випуск альбому означає виконання того, на що дійсно заслуговувала Gata Cattana, і на її думку, у Ани було достатньо здібностей аби досягнути значного успіху.  
2022 року відбулась прем’єра документального філму про Gata Cattana під назвою ETERNA, режисером та продюсером якого став Хуан Мануель Саялонга. Цей фільм - данина поваги Ані та її творчості.

## Дискографія
- Los siete contra Tebas (2012)
- Anclas (2015)
- Inéditos 2015 (2016)
- Banzai (2017)